# Chalosse

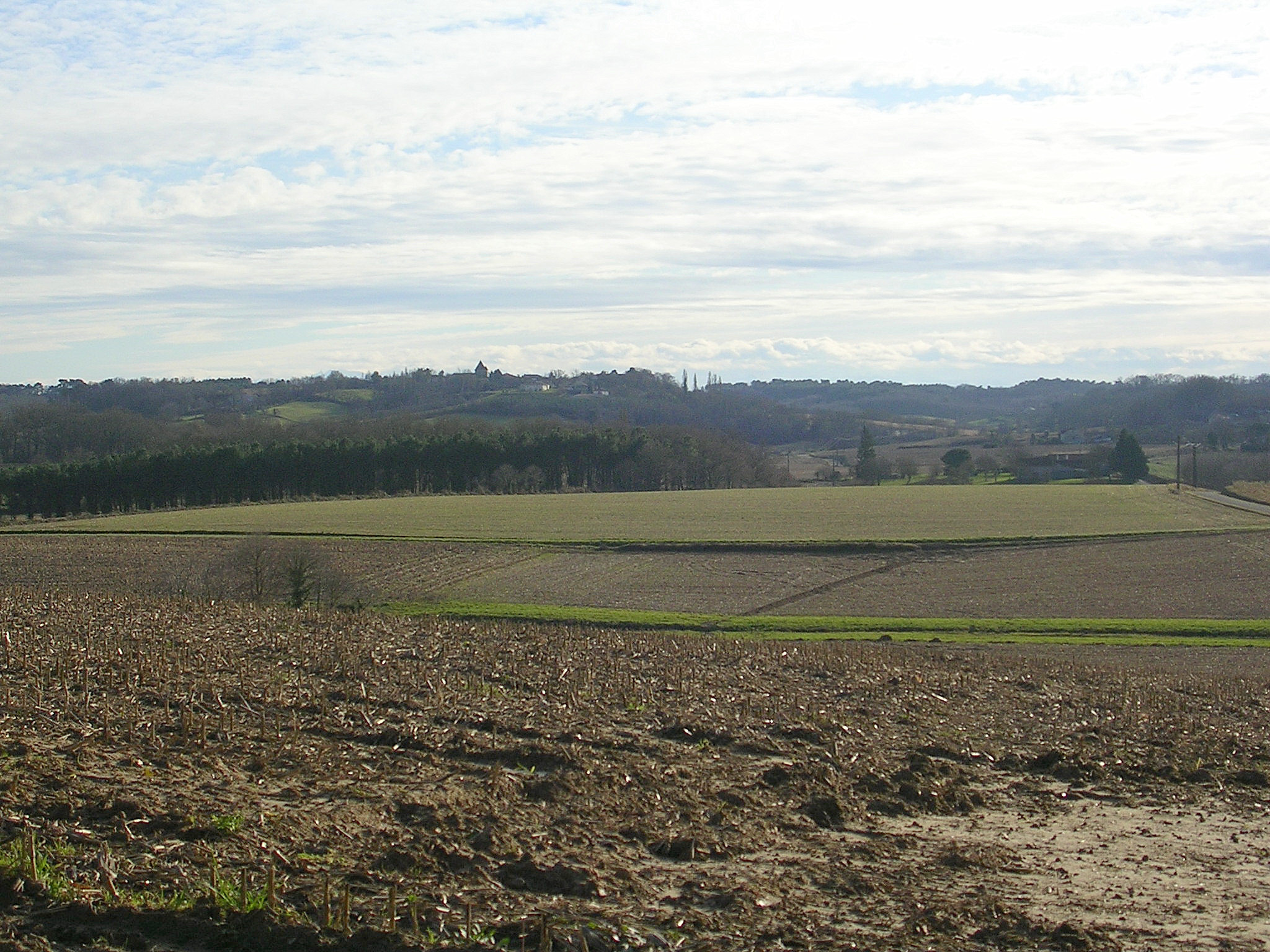
Paesaggio tipico della Chalosse

La Chalosse (Shalòssa in dialetto guascone) è un antico territorio delle Guascogna, sito nell'attuale dipartimento francese delle Landes.
Prima della rivoluzione francese questo territorio si estendeva più a sud, su una decina di comuni del Soubestre (attorno ad Arzacq-Arraziguet), che nel 1790 sono stati inseriti nel dipartimento dei Bassi Pirenei, divenuto il 10 ottobre 1969, dipartimento dei Pirenei Atlantici.

## Etimologia
Chalosse – Shalòssa in guascone – è un nome aquitano di significato non noto. Si trova la forma Sialossa nei documenti d'archivio.

## Localizzazione

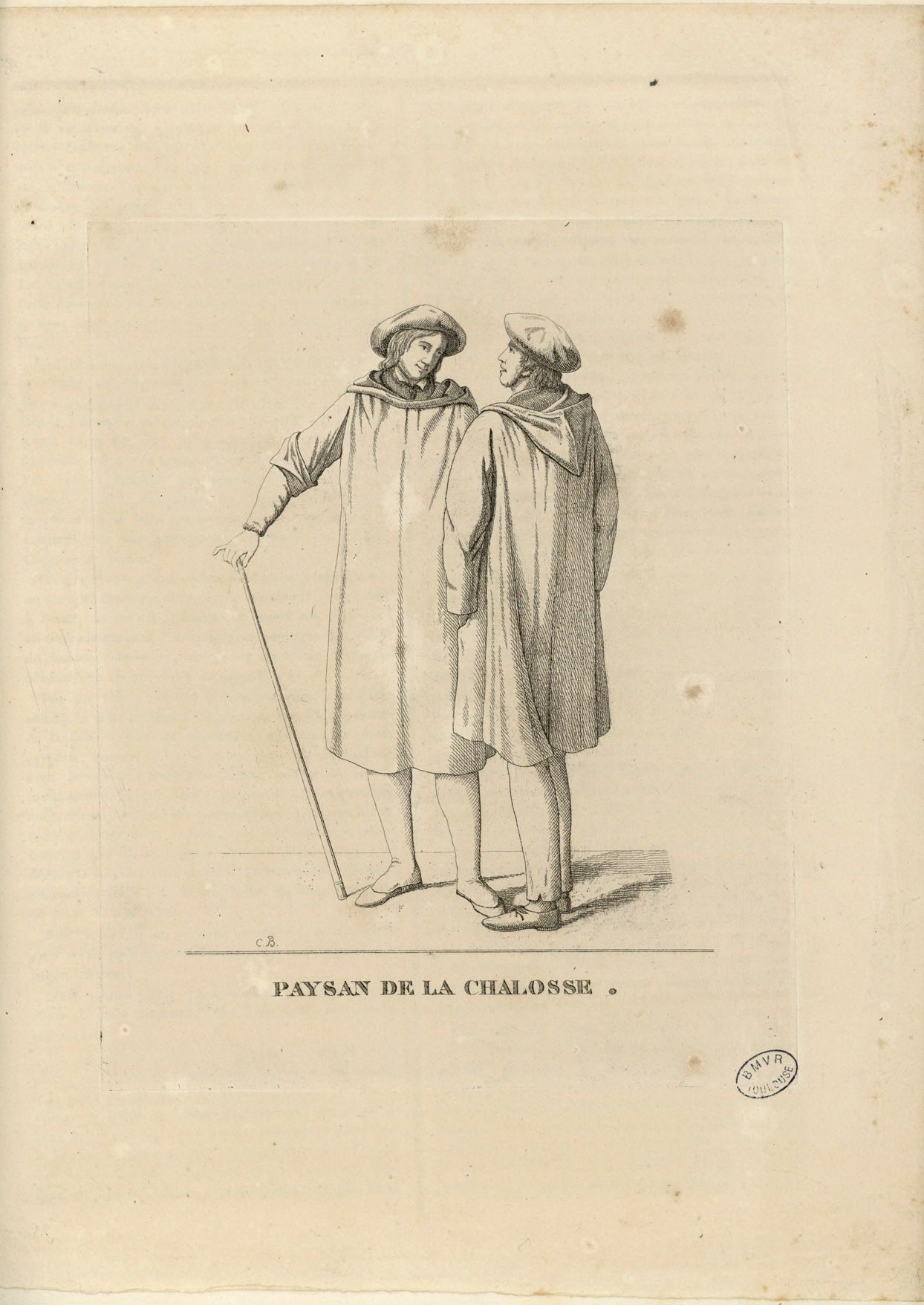
Abitanti della Chalosse - incisione del 1838

Posto in asse sulle valli del Louts e del Luy, la Chalosse s'estende tra l'Adour a nord, il Béarn a sud, la valle del Gabas ad est.
Le pianure ai bordi dell'Adour e le Gaves réunis prima della confluenza, costituiscono il Pays d'Orthe. La Chalosse è delimitata da questo pays ad ovest, dalla Haute Lande e dal Pays de Marsan a nord, ed infine dal Tursan all'est.

## Città principali
Traendo vantaggio dalla ferrovia, Dax è di gran lunga la città che si è sviluppata di più sulle due rive dell'Adour. La sua area d'influenza è chiamata l'Aguais. Dax è stata la capitale del popola dei Tarbelli, tanto da essere denominata dai romani Acqua Tarbellicae.
Montfort-en-Chalosse è, con Pomarez, il paese più centrale. Hagetmau e Saint-Sever beneficiano delle loro posizioni sull'asse Orthez - Mont-de-Marsan. Conviene anche citare Montaut, affascinante borgo fortificato alle porte della Chalosse.
A sud troviamo Amou sul Luy-de-Béarn.

## Toponimie
- Castelnau-Chalosse
- Labastide-Chalosse
- Montfort-en-Chalosse
- Saint-Cricq-Chalosse
- Sort-en-Chalosse

Certi nomi di località tradiscono il carattere difensivo dato alle città al momento della loro fondazione:
- Bastide
- Castelnau

Il toponimo Chalosse appariva sotto le forme:
Sialosse (1270, titoli dell'abbazia di Sainte-Claire de Mont-de-Marsan),
Xielose (1384, notai di Navarrenx) e Chelosse (1423, titolo di Foix).

## Pays
- La piana dell'Adour di fronte alla confluenza della Midouze è detta l'Auribat
- La zona d'influenza di Dax è l'Aguais

## Geologia
La Chalosse presenta terreni argillo-silicei formati da sables fauves e da depositi alluvionali antichi.
In ogni caso vi sono affioramenti calcarei del Terziario, calcare a nummulites il cui giacimento è noto a livello mondiale per le dimensioni delle nummulitei; poi sabbie bituminose e giacimenti di cristalli di aragonite. Esistono anche estrusioni di oplite, roccia di origine vulcanica.

## Paesaggio

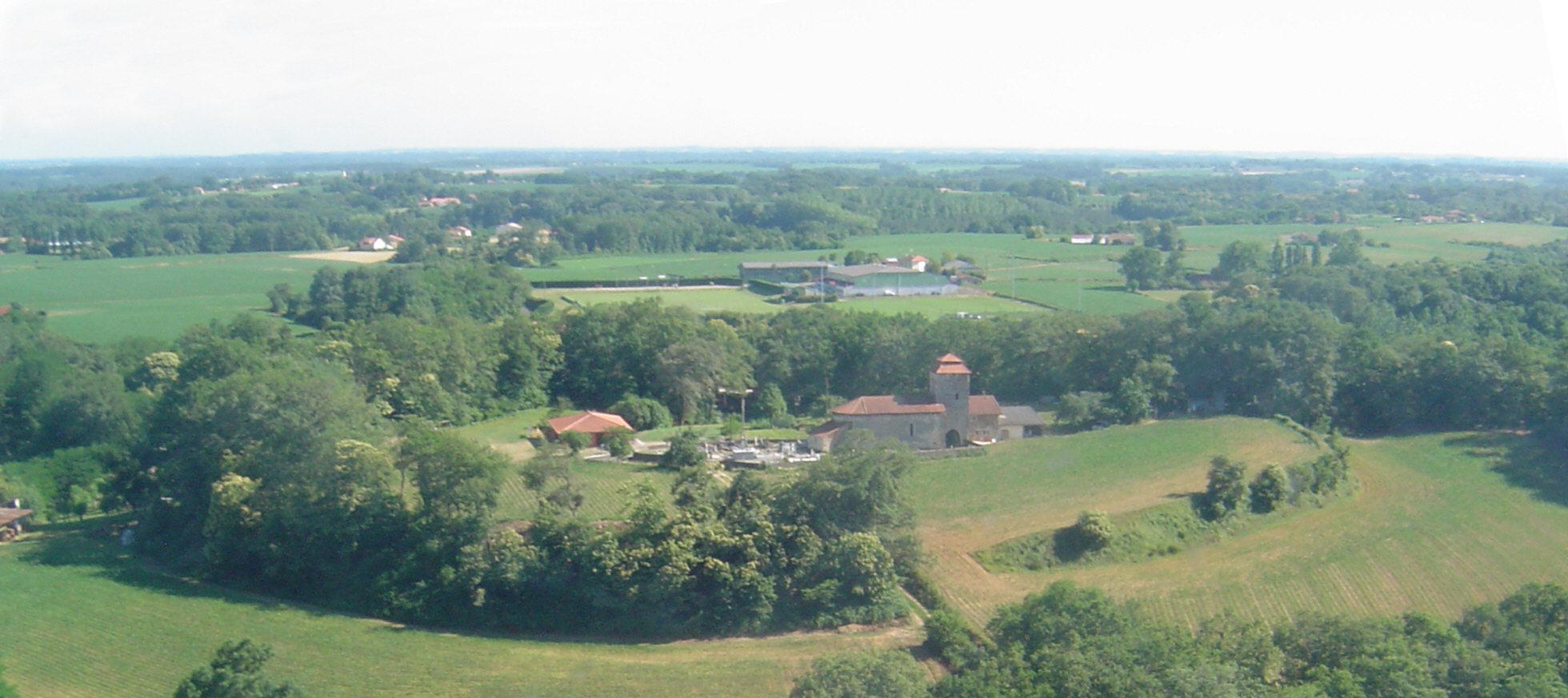
Doazit, camp du Mus

La Chalosse è caratterizzata da rilievi leggermente ondulati, con la tendenza ad elevarsi progressivamente verso sud e verso est. Piuttosto piatto presso Dax, il paesaggio è composto prevalentemente da colline dolci, fra le quali scorrono numerosi corsi d'acqua. Regione risolutamente orientata all'allevamento ed all'agricoltura, la Chalosse vede succedersi praterie, campi coltivati (prevalentemente a mais) e boschi, tra i quali il pino marittimo tiene un posto minore. Tenuto conto della densità abitativa (villaggi relativamente vicini l'uno all'altro) e del frazionamento dello spazio agricolo (al contrario della foresta delle Lande di Guascogna, territorio di grandi proprietà fondiarie), il paesaggio si trova spezzettato in tante piccole parti, che danno un aspetto ridente e colorato a queste terre. I paesi, dominati dalla loro chiesa spesso di origine medievale, sono stati quasi sempre costruiti sulle alture, come Montfort-en-Chalosse, Mugron, o Saint-Sever.

## Habitat tradizionale
L'inssediamento umano è qui antico e la densità di focolari di abitazione contrasta con quella delle Haute-Lande.
L'habitat si differenzia parimenti da quello della pianura delle Landes per le case in pietra che, all'est, annunciano già il vicino Béarn.
Ad ovest lo stile delle case tradizionali evoca la Bassa Navarra, in particolare per i suoi:
- tetti a due versanti di lieve pendenza e copertura in tegole
- facciate sul muro principale orientato ad est
- muri in pietra

Ad ovest di Pouillon, le case sono divise in tre travature longitudinali come nei paesi baschi o nelle Landes de Gascogne. La trave centrale apre su une parte dell'opera centrale a pavimento in terra battuta, equivalente al'ezkaratze basco e chiamata sòu sol.
Ad l'est di Pouillon, le case presentano più spesso une colmo all'indietro. La porte d'entrata danno su una sala comune ("grande cuisine") o su un corridoio.

## Economia
L'attività principale è l'agricoltura (policoltura). Pollames e anatre grasse vi sono allevate in quantità e qualità. Vi si produce anche un vino: il Coteaux de Chalosse.
Con il mais, il bue di Chalosse, allevato da trecentottanta allevatori circa, è il fiore all'occhiello di questa contrada; esso beneficia di un periodo di allevamento superiore a 3 anni. Durante questo periodo la bestia, proveniente da razze di carni nobili (Blonde d'Aquitaine , Limousine, Bazadaise) viene nutrita al 100 % con mangimi naturali composti di foraggi e di mais tritato. La Chalosse produce anche vini del territorio delle Landes.

## Storia

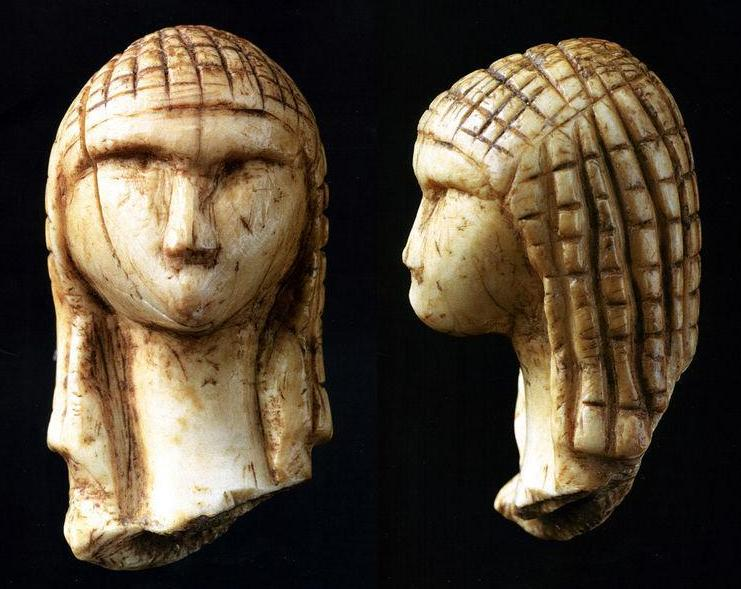
La dame de Brassempouy, Chalosse

La Chalosse ci ha lasciato la prima rappresentazione elaborata di un volto umano con la dame de Brassempouy, autentico gioiello del Paleolitico superiore.
L'abbazia di Saint-Sever fu lungo tutto il medioevo un potente centro spirituale, economico, politico ed artistico. Il notevole manoscritto Beatus di Saint-Sever è oggi conservato nella Bibliothèque nazionale (Ms. Lat. 8878). La Chalosse fu una arciprevostura della diocesi di Dax.
Paul Raymond annota nel 1863 nel Dictionnaire topographique Béarn-Pays basque, che la Chalosse è compresa nel le dipartimento delle Landes, ad eccexione dei comuni d'Arzacq, Bonnut, Cabidos, Casteide-Candau, Coublucq, Labeyrie, Lacadée, Louvigny, Malaussanne, Méracq, Saint-Médard, Sault-de-Navailles e Séby, dell' arrondissement d'Orthez.